# Guido Massri
Guido Massri (Buenos Aires; 20 de agosto de 1982) es un actor argentino radicado en Miami.

## Carrera profesional
Comenzó su carrera en 1995, cuando tenía doce años, haciendo comerciales de golosinas y actuó en la telenovela infantil Amigovios que fue un éxito en varios países latinoamericanos.
En el año 1996 y a mediados de 1997 se integró como actor en Como pan caliente. Posteriormente en 1999 lo hizo en la telenovela Mi ex.
En el 2000 participó en Campeones una de las series más exitosas de la televisión argentina, producida por Adrián Suar (Pol-Ka). En 2002 volvió a estar junto a las producciones de Adrián Suar participando en Son amores.
Tuvo participaciones especiales en Epitafios (2004) y Casados con hijos (2005-2006).
En 2005 participó en la telenovela Amarte así' como Temo, protagonizada por Litzy y Mauricio Ochmann.
En 2008 participó en la telenovela Don Juan y su bella dama emitida por Telefe.
Tuvo un papel en la telenovela Secretos de amor, protagonizada por Soledad Silveyra, Juan Gil Navarro y Adrián Navarro. Tuvo una participación especial en la telenovela de Nickelodeon, Sueña conmigo, como Daniel, el enamorado de Teresa. Además actuó en las películas Condenados y Schafhaus, casa de ovejas.
En 2014 se radica en Miami, donde antagoniza la telenovela Reina de corazones emitida por la cadena Telemundo.
En 2015 obtiene su primer protagónico en la telenovela Tomame o dejame, junto a Maite Embil para la cadena telemundo de Miami, en donde interpreta a Adam. Además protagoniza en teatro la obra El mejor país del mundo, junto a la hija de Alberto Olmedo, Sabrina Olmedo.

## Cine
| Año  | Título                    | Personaje | Director        |
| ---- | ------------------------- | --------- | --------------- |
| 2011 | Schafhaus, casa de ovejas | Martín    | Alberto Masliah |
| 2013 | Condenados                |           | Carlos Martínez |

## Televisión
| Año        | Telenovela               | Personaje                        | Canal                |                                 |
| ---------- | ------------------------ | -------------------------------- | -------------------- | ------------------------------- |
| 1995       | Amigovios                | Andy                             | Canal 13             |                                 |
| 1996       | Como pan caliente        | Martin                           | El trece             |                                 |
| 1998       | Verano del 98            | participación                    | Telefe               |                                 |
| 2000       | Campeones de la vida     | Julito Gaitán                    | El trece             |                                 |
| 2002       | Son amores               | -                                | El trece             |                                 |
| 2002       | Rebelde Way              | Tato                             | Canal 9 / America TV |                                 |
| 2002       | Kachorra                 | Sancho                           | Telefe               |                                 |
| 2003       | Durmiendo con mi jefe    | -                                | El trece             |                                 |
| 2004       | Panadería Los Felipe     | Mariano                          | Telefe               |                                 |
| 2004       | Epitafios                | Alejandro Mujica                 | HBO                  |                                 |
| 2005       | Amarte así               | Temo Méndez                      | Telemundo            | También conocida como Frijolito |
| 2005, 2006 | Casados con hijos        | Francisco, supuesto hijo de Pepe | Telefe               |                                 |
| 2006       | Amo de casa              | -                                | Canal 9              |                                 |
| 2008       | Don Juan y su bella dama | Manuel Molina                    | Telefe               |                                 |
| 2010       | Secretos de amor         | -                                | Telefe               |                                 |
| 2010-2011  | Sueña conmigo            | Daniel                           | Nickelodeon          |                                 |
| 2012       | Unidad 9                 | -                                |                      |                                 |
| 2014       | Reina de corazones       | Damián Hernández                 | Telemundo            |                                 |
| 2015       | Escándalos               | Toni Varessi / Ricardo Torres    | Televen              |                                 |
| 2015       | Tómame o déjame          | Adam Ramírez                     | Telemundo            |                                 |
| 2018       | Dalia delle fate         | Narciso                          | La5                  |                                 |
| 2023       | Chueco                   | Gustavo                          | Disney+              |                                 |

## Teatro
| Año  | Obra                    | Personaje |
| ---- | ----------------------- | --------- |
| 2001 | A propósito de la duda  |           |
| 2007 | Fuimos todos            |           |
| 2009 | Agua y aceite           |           |
| 2012 | Adiós muñeca            |           |
| 2013 | En familia              |           |
| 2015 | El mejor país del mundo |           |